# Nicolaus von Below

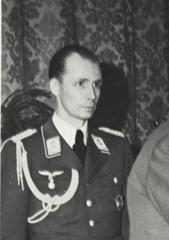
Nicolaus von Below, mars 1941.

Georg Ludwig Heinrich Nicolaus Freiherr von Below, född den 20 september 1907 på godset Jargelin i närheten av Anklam, Pommern, Preussen, Kejsardömet Tyskland, död den 24 juli 1983 i Detmold, Nordrhein-Westfalen, Västtyskland, var en tysk flygare och överste inom Luftwaffe. Han var Adolf Hitlers personlige Luftwaffe-adjutant från 1937 till 1945.

## Biografi
Nicolaus von Below genomgick pilotutbildning under slutet av 1920-talet och var från 1929 till 1933 knuten till 12:e infanteriregementet.
På Hermann Görings inrådan utnämndes von Below den 16 juni 1937 till Hitlers Luftwaffe-adjutant. von Below var närvarande i Führerbunkern under slutstriden om Berlin. På morgonen den 29 april 1945 bevittnade Martin Bormann, Joseph Goebbels och von Below Hitlers personliga testamente. von Below lämnade bunkern natten till den 30 april 1945 och tog sig till Magdeburg. I januari 1946 greps han i Bad Godesberg och satt internerad till maj 1948.
von Below publicerade 1980 sina memoarer, Als Hitlers Adjutant.